# Mark van de Veerdonk
Mark van de Veerdonk (Heeswijk, 1959) is een Nederlands cabaretier.
Van de Veerdonk studeerde sociale geografie in Utrecht, was lid van de Vereniging van Utrechtse Geografie Studenten en studeerde af in 1985.
In 1987 won hij de Persoonlijkheidsprijs en werd hij tweede op het cabaretfestival Cameretten. In 1991 won hij zowel de jury- als publieksprijs op het Leids Cabaret Festival. Andere toevoegingen op zijn erelijst betreffen een nominatie voor de Annie M.G. Schmidtprijs in 1993 voor zijn liedje Wim en de Werftheaterprijs te Utrecht in 1988.
Van de Veerdonk was te zien op festivals als Lowlands en Humorologie te België. Voor Omroep Brabant radio presenteerde hij van 2000 tot 2009 wekelijks een column. Hij verzorgde optredens voor de Nederlandse gemeenschap in onder meer New York, Saoudi-Arabië en Dubai, Luxemburg, Peking en Shanghai.
Buiten zijn theatershows is de cabaretier actief als gastspreker.

## Shows
- 1987 - 1988 Natte Voeten[5]
- 1990 - 1991 Blond Elastiek Plus
- 1992 - 1993 De Schaduw van een Pygmee
- 1994 - 1995 Odysseus op Kostschool
- 1996 - 1997 Boem Beng Kabam!
- 1998 - 1999 ja Daag!
- 2000 - 2001 Knurft
- 2001 Oudejaarsconference Omroep Brabant TV
- 2002 - 2003 Hoe ik Pudding ruik
- 2004 - 2006 En de Wereld is Vierkant
- 2006 - 2007 Lui oog gezocht
- 2008 - 2010 Ranjaneurose
- 2010 - 2011 Tolaat de Vlogodre Kiwjt
- 2012 - 2013  Weltebarsten
- 2014 - 2016  Tof![6]
- 2016 - 2017  KaasKleum[7]
- 2019 - 2020  Geen viking
- 2023 - 2024  Podiumbeest ontsnapt!

## Boeken
- Straatprijs valt in Slabroek! - Radio-columns van cabaretier Mark van de Veerdonk, uitg. Esstede, Heeswijk-Dinther, 2003, ISBN 90-75142-52-8
- Once upon a time in the mest; verzamelde krantencolumns, uitg. De Winter media groep, Uden, 2011, ISBN 978-90-805-8840-0

## DVD
- 't Hele zwikkie 2008
- Goed Snik 2014